# 烏赫拉瓦河畔亞諾維采

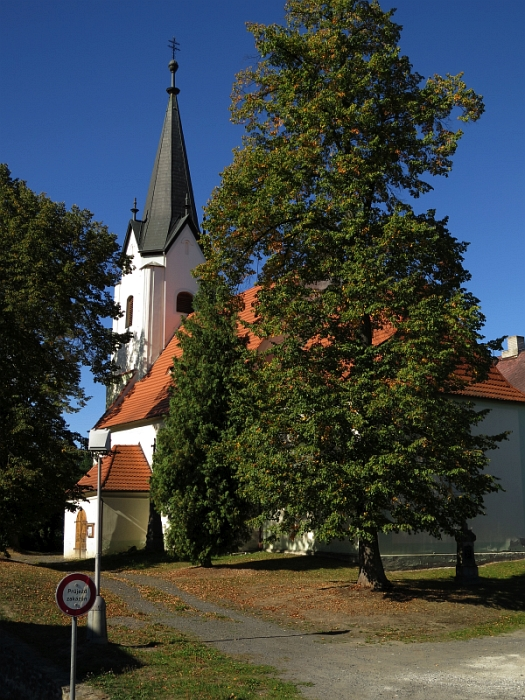
Janovice nad Úhlavou

烏赫拉瓦河畔亞諾維采是捷克的城鎮，位於該國西部烏赫拉瓦河畔，由比爾森州負責管轄，面積28.47平方公里，海拔高度412米，2015年人口2271。

## 外部連結
- Municipal website （页面存档备份，存于）